# 弧卡
弧卡（英語：Arc card）是加拿大埃德蒙頓引入的非接觸式智能卡。先導計劃於2021年8月最後一週隨著通用交通證持有人根據對應機構獲得弧卡而開始啟動。500名成人費用使用者的先導測試時期於2022年1月1日開始，並於2022年11月21日向所有人開放。折扣車費使用者和特殊群體將在2023年第三期時加入弧卡。